# والتر نيومان
والتر نيومان (بالإنجليزية: Walter Newman)‏ هو عسكري أمريكي، ولد في سبتمبر 1921، وتوفي في 8 ديسمبر 2012 في الولايات المتحدة.